# ア・ブラ・カダ・ブラ
『ア・ブラ・カダ・ブラ』は米米CLUBの17枚目のシングル。
1994年3月25日発売。発売元はSony Records。

## 概要
前作から半年振りの新曲。表題曲は1993年11月から1994年2月まで行われたツアー「SHARISHARISM THETA」終了後に発売された。発売前に「THETA」ツアーで初披露され、プロモーションビデオも「THETA」ツアーのシーンから引用した。
同年春に開催されたフジテレビ主催のイベント「LIVE UFO」の'94年度イメージキャラクターに米米CLUBを、イメージソングに当曲を起用。コーセールシェリCMソングともタイアップした。
関東地区のチャンネル数が「8」であるフジテレビに対し、「8」にこだわる米米は「フジっ子」として数パターンもあるイベント告知CMに出演。
カップリング曲「今夜はフル回転」は、フジテレビがメインスポンサーとして主催したサーカスイベント「サルティンバンコ」のイメージソングに起用。
「LIVE UFO」一環として、イベントを行っていた代々木公園構内の国立代々木競技場第一体育館でツアー「SHARISHARISM IOTA」東京公演を行った。因みに本ツアーセットは「THETA」ツアーを一部手直しした。衣装は前述の「サルティンバンコ」を意識したデザイン。本ツアーは東名阪ツアーとして開催され大阪では大阪城ホール、愛知では名古屋レインボーホールで行われた。
このシングルはオリコンシングルチャート初登場2位を記録。米米にとっては「君がいるだけで／愛してる」以来久々に50万枚を超えるヒットシングルとなり、後年のライブの定番ナンバーとなった。
2006年には米米再結成プロジェクト第一弾としてHOME MADE 家族のヒット曲「アイコトバ」とのマッシュアップ曲「アイコトバはア・ブラ・カダ・ブラ」を制作。この楽曲はトヨタ・bBのCMソングに起用された。
2022年にはJ-オイルミルズのCMソングに起用された。

## 収録曲
全曲作詞・作曲：米米CLUB
1. ア・ブラ・カダ・ブラ 
  (編曲:米米CLUB)
2. 今夜はフル回転 
  (編曲:金子隆博)

## 収録アルバム
- Phi II (#1)
- DECADE (#2、#1も「浪漫飛行」の始めに僅かに収録) ※リミックスバージョン
- HARVEST SINGLES 1992-1997 (#1)
- STAR BOX (#1)
- 米 〜Best of Best〜 (#1)